# Фасонка

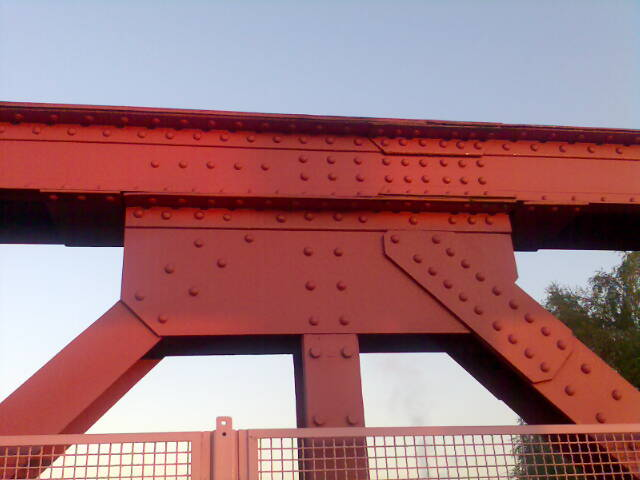
Фасонка на стальных конструкциях

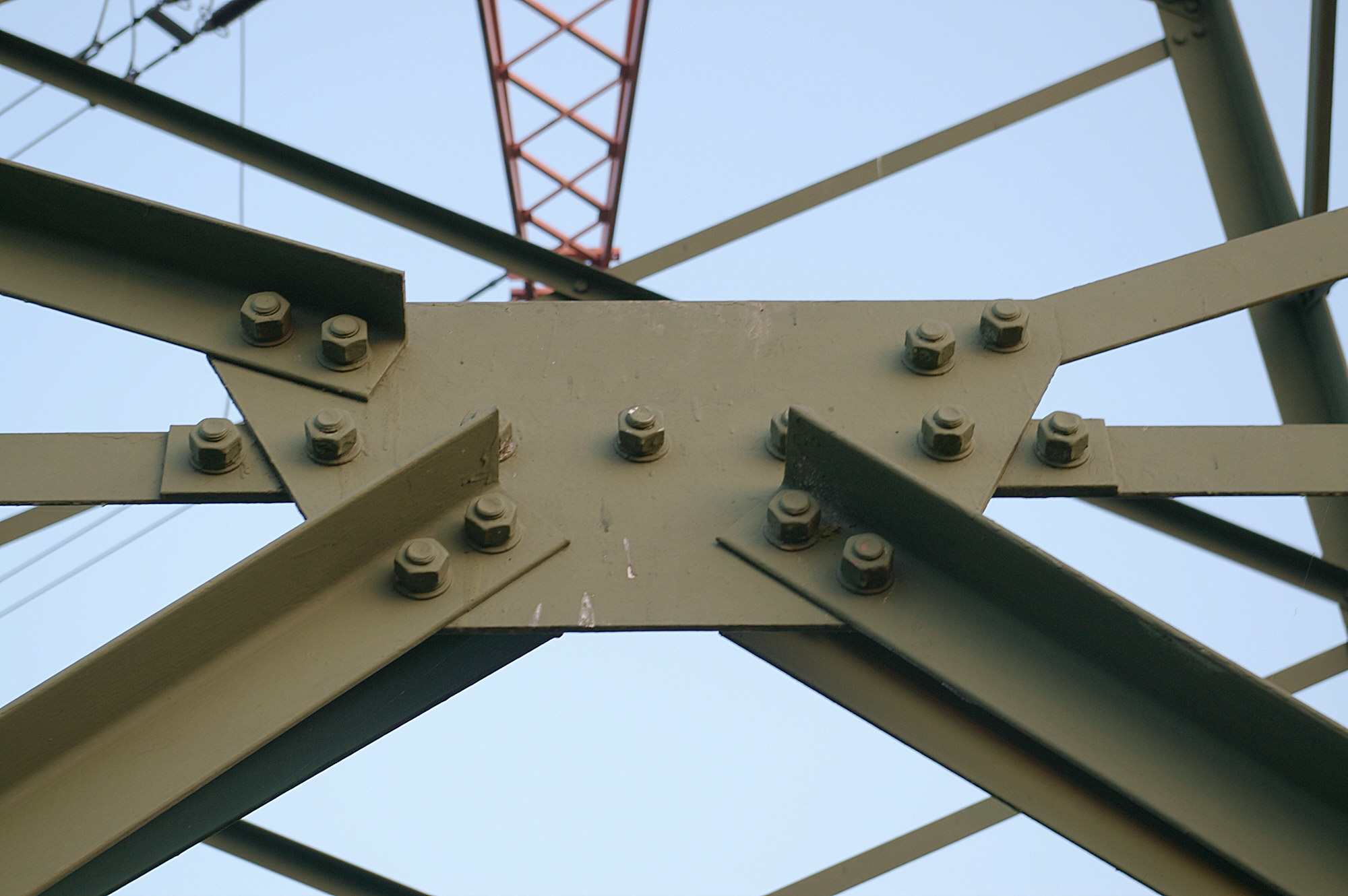
Фасонка на пилоне

Фасонка — деталь в виде небольшой пластинки из листового металла, служащая для крепления различных металлических конструкций, например, в узле стержней решётки и пояса фермы.

## Виды
Наиболее простая фасонка выполняется в форме прямоугольника или трапеции. Может использоваться при креплении балок из двутавров, швеллеров, уголков и других профилей к другим балкам или колоннам.
Фасонка, выполненная в форме вытянутого параллелограмма со срезанными углами по длинной диагонали, называется «рыбка». Такая фасонка обычно применяется при креплении между собой диагональных продольных балок.
При проектировании металлоконструкций из круглых труб фасонка для крепления поперечных балок может выполняться в форме сектора круга.

## Толщины
В зависимости от усилий в стержнях толщина фасонки может лежать в пределах от 6 до 20 мм. В редких случаях толщина может быть более 20 мм.
| Максимальное усилие, в стержнях решетки, кН | До 150 | 160-250 | 251-400 | 401-600 | 601-1000 | 1001-1400 | 1401-1800 | Более 1800 |
| Толщина фасонки, мм                         | 6      | 8       | 10      | 12      | 14       | 16        | 18        | 20         |

## Особенности конструирования
Фасонки ферм конструируют в зависимости от расположения и размеров сварных швов. Высоту фасонки рекомендуется принимать в соответствии со стандартным размером ширины листа. Стержни решётки приваривают к фасонке фланговыми швами, которые выводят на 20 мм за торец уголка.
Для уменьшения сварочных напряжений между сварными швами решётки и поясов фермы выдерживают расстояние, равное {\displaystyle \alpha =6\cdot t_{f}-20} мм, но не более 80 мм, где {\displaystyle t_{f}} — толщина фасонки. Расстояние между сварными швами решётки - не менее 50 мм. Разница в толщинах фасонок между двумя соседними узлами не должна быть более 2 мм (в отдельных случаях — 4 мм). Например толщины опорных фасонок могут быть больше промежуточных.